# Brachsenmakrele
Die Brachsenmakrele (Brama brama) ist ein Fisch aus der Familie der Seebrassen (Bramidae). Es findet sich auch die Bezeichnung Gemeine Brachsenmakrele.

## Merkmale
Brachsenmakrelen werden durchschnittlich 40 cm lang, die maximale Länge ist mit 100 cm angegeben. Die schwerste gefangene Brachsenmakrele hatte ein Gewicht von 6 Kilogramm, das Durchschnittsgewicht von ausgewachsenen Exemplaren dürfte aber eher bei 2 Kilogramm liegen. Die Fische können bis zu neun Jahre alt werden. Brachsenmakrelen haben einen gedrungenen, seitlich abgeflachten Körperbau. Die Flossen sind lang und sichelförmig, die Schwanzflosse ist gegabelt. Durch Aufstellen der Brustflossen können sie augenscheinlich unbeweglich im Wasser stehen. Die kräftigen Schuppen (70 bis 90 entlang der Seitenlinie) sind grau, fehlen allerdings in Nähe der Schnauze. Die Färbung der Schuppen im Bereich des Rückens kann ins grünlich-braune oder bläuliche gehen. Der Silberglanz der Flanken und der Bauchseite ist nur bei lebenden Exemplaren intensiv.

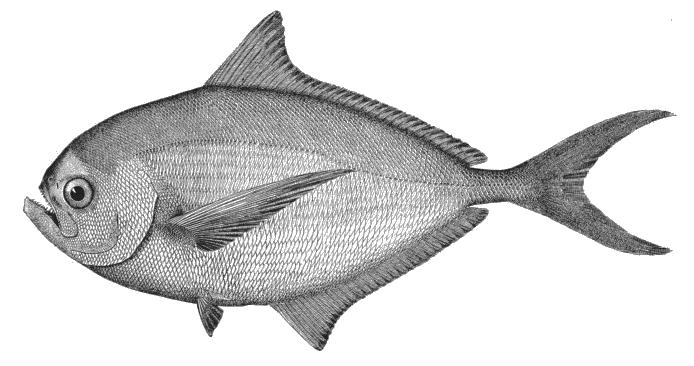
Zeichnung aus dem Jahr 1887

## Vorkommen
Der Lebensraum der Brachsenmakrelen ist der Kontinentalhang. Sie sind ozeanodrome Wanderfische, das heißt, dass sie nur in Salzwasser wandern. Dort sind sie in relativ kleinen Schwärmen zu finden. Sie kommen in Tiefen von bis zu 1000 Meter vor, Jungfische auch in Tiefen von unter 2700 Meter. Auf der südlichen Welthalbkugel bis 70° Süd sind sie in allen Meeren zu finden, in nördlichen Breitengraden bis 65° Nord nur im Atlantischen Ozean. Bei plötzlich einsetzender Kälte können die Fische von ihren Routen abkommen und werden an Stränden angespült. Dies geschah zum Beispiel zwischen 1949 und 1955 sowie 1974 bis 1976, im Dezember 2008 und im Dezember 2009 in den Niederlanden.

## Lebensweise
Brachsenmakrelen ernähren sich von kleineren Fischen wie zum Beispiel dem Barsch Emmelichytis nitidus nitidus, dem Laternenfisch Lampanyctodes hectoris und Lachsheringen, sowie Krabben, Schnecken, Kopffüßern, Flohkrebsen und Krill. Gefressen werden Brachsenmakrelen von zum Beispiel Gemeinen Goldmakrelen, Fächerfischen, Blauen Marlins, Weißen Marlins, Langschnäuzigen Speerfischen, Schwertfischen, dem Roten Thun und Dornhaien.
Das Laichen der runden weichen unsegmentierten Eier findet in den Monaten August und September in tiefem Wasser statt.

## Speisefisch
Als Speisefisch werden Brachsenmakrelen sowohl frisch als auch gefroren verkauft. Sie können gebraten, gebacken, frittiert und geräuchert zubereitet werden. Das Fleisch wird als „besonders fest“ beschrieben, gelegentlich werden verschiedene Fleischsorten und Gemüse in Schnitte im Filet gesteckt. Frisch haben sie vor allem in Spanien kommerzielle Bedeutung. Dort werden sie vor der Westküste mit Hakenschnüren gefangen, deren Haken in 90 bis 110 Metern Tiefe sitzen.
Für das Angeln auf Schwertfische werden Brachsenmakrelen gelegentlich als Köder benutzt.

## Synonyme
Folgende synonyme wissenschaftliche Namen, Schreibweisen und Falschschreibungen finden sich zur Brachsenmakrele in der wissenschaftlichen Literatur:
- Sparus brama, Bonnaterre, 1788
- Sparus dentatus, Berkenhout, 1788
- Lepidotus catalonicus, Asso, 1789
- Brama raji, Bloch & Schneider, 1801
- Sparus raji, (Bloch & Schneider, 1801)
- Brama raii, (Bloch & Schneider, 1801)
- Brama rayi, Bloch & Schneider, 1801
- Sparus castaneola, Lacépède, 1802
- Sparus niger, Turton, 1804
- Lepodus saragus, Rafinesque, 1810
- Brama marina, Fleming, 1828
- Brama chilensis, Guichenot, 1848
- Lepidotus chilensis, (Guichenot, 1848)
- Brama pinnasquamata, Couch, 1849
- Chatedon umbratus, Cabrera, Pérez & Haenseler, 1857
- Toxotes squamosus, Hutton, 1875
- Brama squamosa, (Hutton, 1875)
- Lepodus squamosus, (Hutton, 1875)